# Fodterapeut
Fodterapeut og statsautoriseret fodterapeut er beskyttede titler, som dækker over en sundhedsperson, som har gennemgået en statskontrolleret uddannelse og har fået autorisation til at udføre behandling af fødder (og hænder) samt foretage kvalificeret rådgivning om fodpleje og -behandling. 
Fodterapeuter er ofte selvstændige med egen fodterapiklinik, men arbejder også ved sygehuse, plejehjem etc. 
Den statsautoriserede uddannelse til fodterapeut er en ungdomsuddannelse, der varer 1½ år. Optagelseskravet er  folkeskolens afgangsprøve 9. klasse.
Al praktik under uddannelsen foregår på terapeutskolerne. Undervisningen omfatter blandt andet anatomi, behandlingsmetode, dermatologi, farmakologi, fysiologi, indlæg, klinik, ortonyxi, ortopædi, psykologi og sygdomslære. Desuden undervises i førstehjælp.
Det er muligt at få offentlig tilskud til fodterapeutisk behandling fx i forbindelse med diabetes (sukkersyge) eller gigtlidelser.
Fodterapeuter er underlagt Sundhedsvæsenets Patientklagenævn og Sundhedsloven og har pligt til at føre journal. 

## Organisering
Fodterapeuter kan organisere sig i fagforeningen Danske Fodterapeuter, som er medlem af Sundhedskartellet og FTF. 

## Fodterapeutens kvalifikationer
Den statsautoriserede fodterapeut er specialiseret i observation og/eller behandling af mennesker med problemer med fødderne. Det drejer sig blandt andet om følgende:

### Hudforandringer
- Callositet (hård hud)
- Hyperkeratose (stærkt forøget hårdhudsdannelse)
- Clavus durus (hård ligtorn)
- Clavus molle (blød ligtorn)
- Clavus vasculare (ligtorn med karindvækst)
- Clavus neurovasculare (ligtorn med nerve- og karindvækst)
- Clavus milliare ("hirsekorn")
- Fissur (revne) i hud
- Maceration (opløst hud)
- Inflammation (rødme, varme og hævelse) - forstadiet til infektion
- Ulcus (sår)
- Verruca vulgaris plantaris (fodvorter)
- Verruca sequela (arvæv efter strålebehandling af fodvorter)
- Psoriasis
- Eksem

### Onychoser (negleforandringer)
- Onychomycosis (neglesvamp) NB! Behandling af neglesvamp sker i samarbejde med egen læge, der foretager skrab og ordinerer medicinsk behandling.
- Onychauxis (fortykket negl)
- Onychogryphosis (vædderhornsnegl)
- Onycholysis (negleløsning)
- Unguis incarnatus (nedgroet negl) - herunder også indgroet negl og indadrullet negl.
- Fissur (revne) i negl

### Fejlstillinger
- Hallux valgus (skæv storetå)
- Varus af digiti (skæve tæer), særligt varus quintus (skæv lilletå)
- Subductus (underlagt tå)
- Supraductus (overlagt tå)
- Hallux extensus ("optimisttå")
- Digitus malleus (hammertå)
- Pes planus transversus (nedsunket forfod/forfodsplatfod)
- Pes cavus (hulfod)
- Pes plano valgus (platfod)
- Valgus og varus af hælen (skæv hæl)
- Ossøs defiguration (knyst)

### Kredsløbslidelser

#### Arteriel insufficiens (utilstrækkelig funktion af pulsåresystemet)
Primært i relation til fødder og underben!
Fontaines stadier (1-4):
- (1) Hypertension (forhøjet blodtryk)
- (1) Hyperkolesterolæmi (forhøjet kolesteroltal)
- (1) Aterosklerose/Arteriosclerose (åreforkalkning)

- (2) Claudicatio intermittens/belastningsmuskeliskæmi (lægkramper/"vindueskiggersyndrom"/"rygerben"/belastningssmerter)

- (3) Muskeliskæmi (hvilesmerter)

- (4) Iskæmisk ulcus (sår pga. iltmangel i bl.a. huden) - helende/aktive
- (4) Gangræn (koldbrand)

#### Venøs insufficiens (utilstrækkelig funktion af blodåresystemet)
Primært i relation til fødder og underben!
- Kardilatationer (udtrækninger af små arterier)
- Varicer (åreknuder)
- Venøst eksem/staseeksem (eksem pga. ophobning af affaldsstoffer i blodårerne)
- Ødem (væske i ben/fødder)
- Brunpigmentering (jernaflejringer i underhuden)
- Lipodermatosclerose/indurationsvæv (stivgørelse af hudens fedtvæv - typisk på skinnebenet)
- Ulcus cruris varicosum (venøst skinnebenssår)

### Gigtlidelser
- Artrose (slidgigt)
- Rheumatoid artit (leddegidt)
- Artritis urica (urinsyregigt/podagra)

### Andre lidelser
- Diabetes mellitus (sukkersyge), type 1 og 2
- Neuropati (nervesygdom/-skade)
- Bindevævslidelser

## Behandlingsmuligheder
Fodterapeuten har et bredt spektrum af behandlingsmuligheder. Behandlingen kan (foruden den kliniske behandling) blandt andet indebære aflastninger, skoindlæg, ortonyxi (neglebøjle), fodøvelser, skosanering (vejledning i egnet fodtøj) samt anden vejledning med fokus på fødderne. 

## Fodterapeutens specialer
Fodterapeuten er særligt specialiseret i specialfremstilling af skoindlæg  
Ligeledes foretager fodterapeuten også ortonyxi-behandling (neglebøjlebehandling) til nedgroede negle. 
Fodterapeuten diagnosticerer ligeledes neuropati (nervebeskadigelse/-sygdom) - særligt ift. diabetespatienter, som årligt skal have foretaget en innervationstest (nerveundersøgelse), men også fx patienter, som har fået/haft diskusprolaps. 
Desuden tager fodterapeuten mål til kompressionsstrømper og forhandler disse efter henvisning fra egen læge.

## Tilskudsmuligheder
Visse behandlinger kan få tilskud fra sygesikringen ved en henvisning fra egen læge til en statsautoriseret fodterapeut med ydernummer. 
- Diabetes mellitus (sukkersyge), type 1 og 2: Fuld behandling er tilskudsberettiget, hvis man lider af fx neuropati eller andre senkomplikationer - NB! Der er dog krav om, at patienten indvilliger i at få foretaget en årlig "fodstatus" inkl. innervationstest (nerveundersøgelse)
- Rheumatoid artrit (leddegigt): Fuld behandling er tilskudsberettiget
- Unguis incarnatus (nedgroede negle): Tilskud til ortonyxi
- Verruca sequela (arvæv efter strålebehandling af fodvorte): Tilskud til beskæring af hud